# Inschrift von Eğriköy

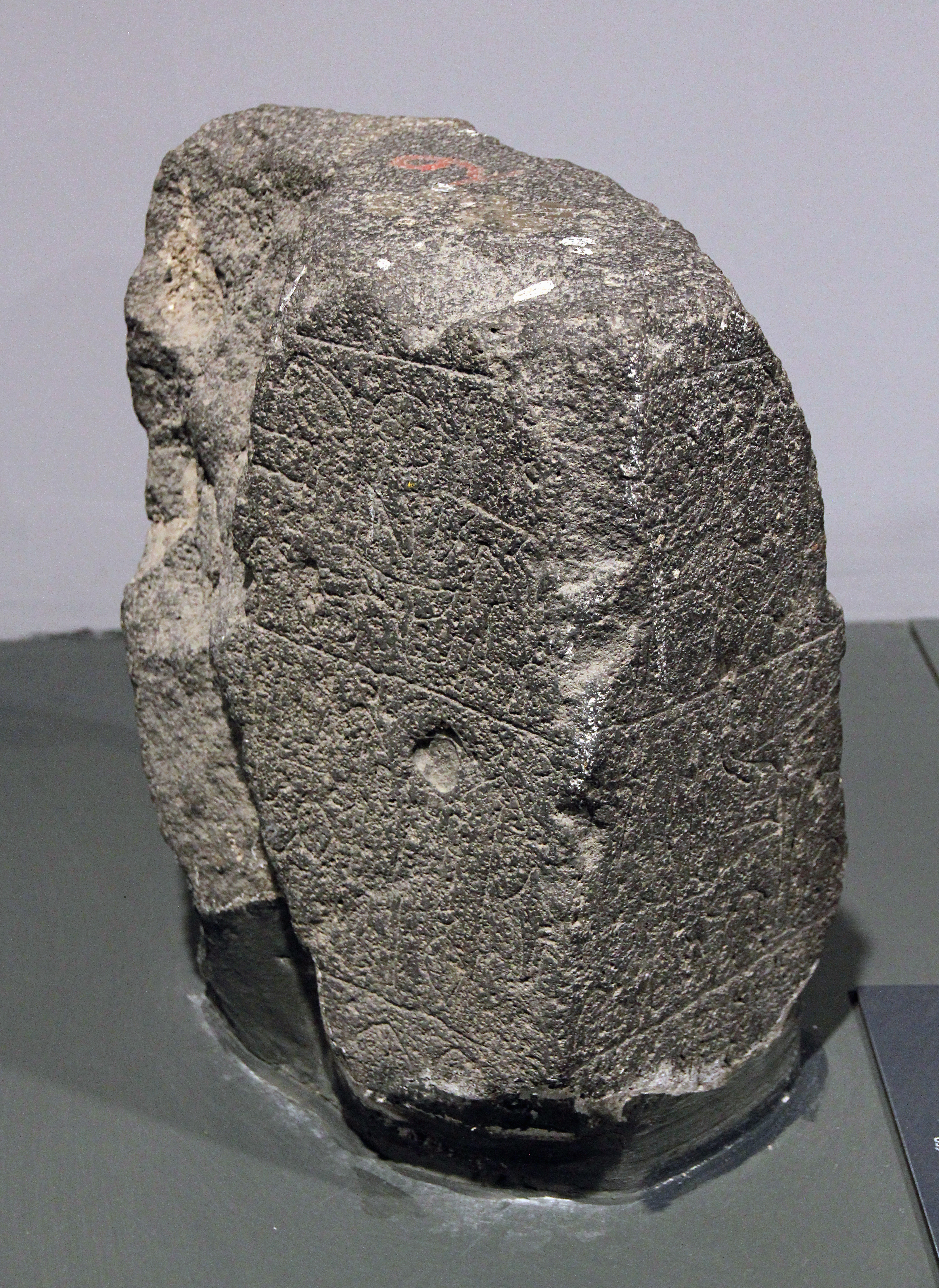
Inschrift von Eğriköy

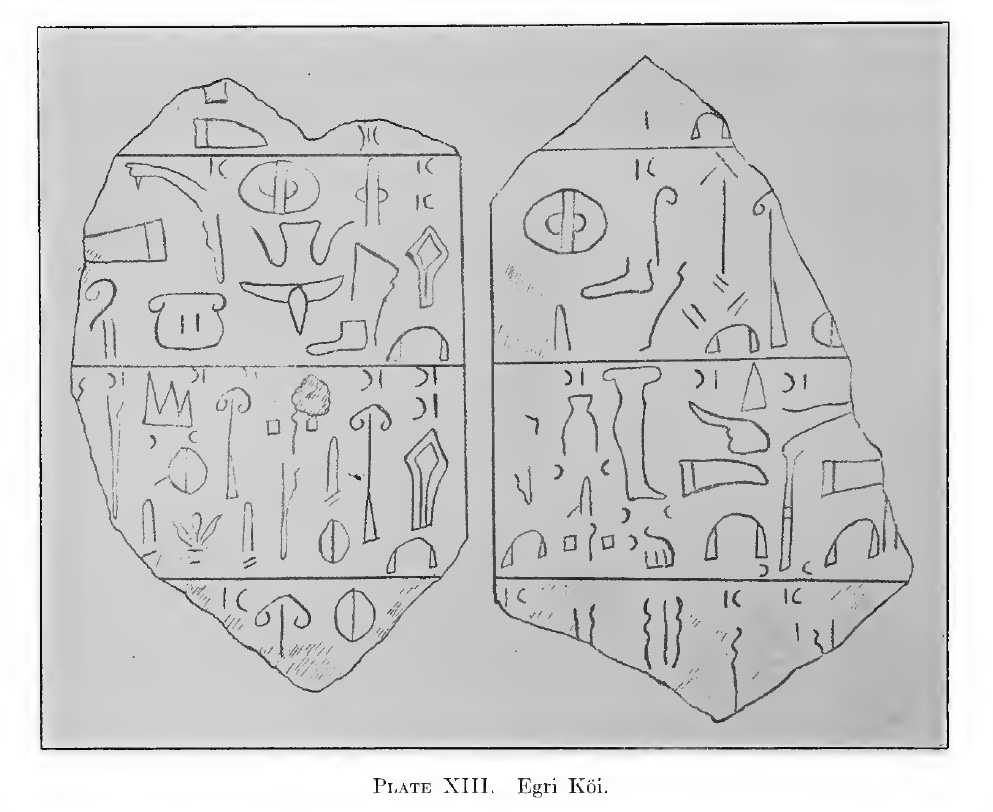
Umzeichnung der Inschrift von Benson Brush Charles

Die Inschrift von Eğriköy ist ein Fragment einer späthethitischen Stele aus der Zentraltürkei mit Resten einer Inschrift in luwischen Hieroglyphen. Sie wird dem Königreich Tabal zugerechnet, das in der ersten Hälfte des 1. Jahrtausends v. Chr. dort bestand. Ihre genauere Entstehungszeit ist nicht zu klären. Sie ist im Archäologischen Museum Kayseri ausgestellt und hat die Inventarnummer 9.

## Fund
Das Fragment wurde im Ort Eğriköy, heute Yeşilova im Bezirk Yeşilhisar der Provinz Kayseri, gefunden, über die näheren Fundumstände ist nichts bekannt. Etwa zwei Kilometer nordöstlich liegt der Ort Ovaçiftlikköy, bei dem ebenfalls eine späthethitische Stele mit Relief und Inschrift entdeckt wurde. Als erster Wissenschaftler beschrieb Benson Brush Charles die Inschrift in dem Bericht der Cornell-Expedition von 1907. Eine weitere Besprechung des Fragments kam 1939 von Ignace Gelb. John David Hawkins nahm die Inschrift 2000 in sein Corpus of Hieroglyphic Luwian Inscriptions auf.

## Beschreibung
Das Stelenfragment ist aus Basalt und hat eine Höhe von 0,43 Metern. Die Breite der beiden geglätteten und beschrifteten Seiten beträgt jeweils etwa 0,23 Meter. Der Beginn der Inschrift wird in der (fehlenden) linken oberen Ecke der linken Seite vermutet. Die erste Zeile verläuft dann rechtsläufig über die Ecke zur anschließenden Seite, um dann boustrophedon in den folgenden Zeilen fortzulaufen. Die Oberseite des Fragments ist geglättet, weshalb als gesichert gelten kann, dass die obere Zeile den Anfang darstellte. Teile von Zeichen, die Charles in seiner Umzeichnung über der obersten Linie eingezeichnet hat, konnte Gelb „at least after careful study“ nicht entdecken. Unter der zweiten Zeile sind dagegen noch deutlich Reste einer Fortsetzung des Textes zu erkennen.
Die Inschrift nennt in der ersten Zeile Tatuhapa, Diener des Wettergottes. In der Zeichenfolge tà-tu-he-pa’ erkennt Hawkins den hurritischen Frauennamen Taduhepa, was ihn zu der Vermutung bringt, dass der Autor des Textes weiblich gewesen sein könnte. Der Rest des Textes ist zu fragmentiert, um im Zusammenhang sinnvoll gelesen zu werden. Aus dem gleichen Grund ist eine Datierung der Stele nicht möglich.